# 姆雷尼斯卡 (特諾皮爾州)
49°11′33″N 25°44′59″E / 49.19250°N 25.74972°E

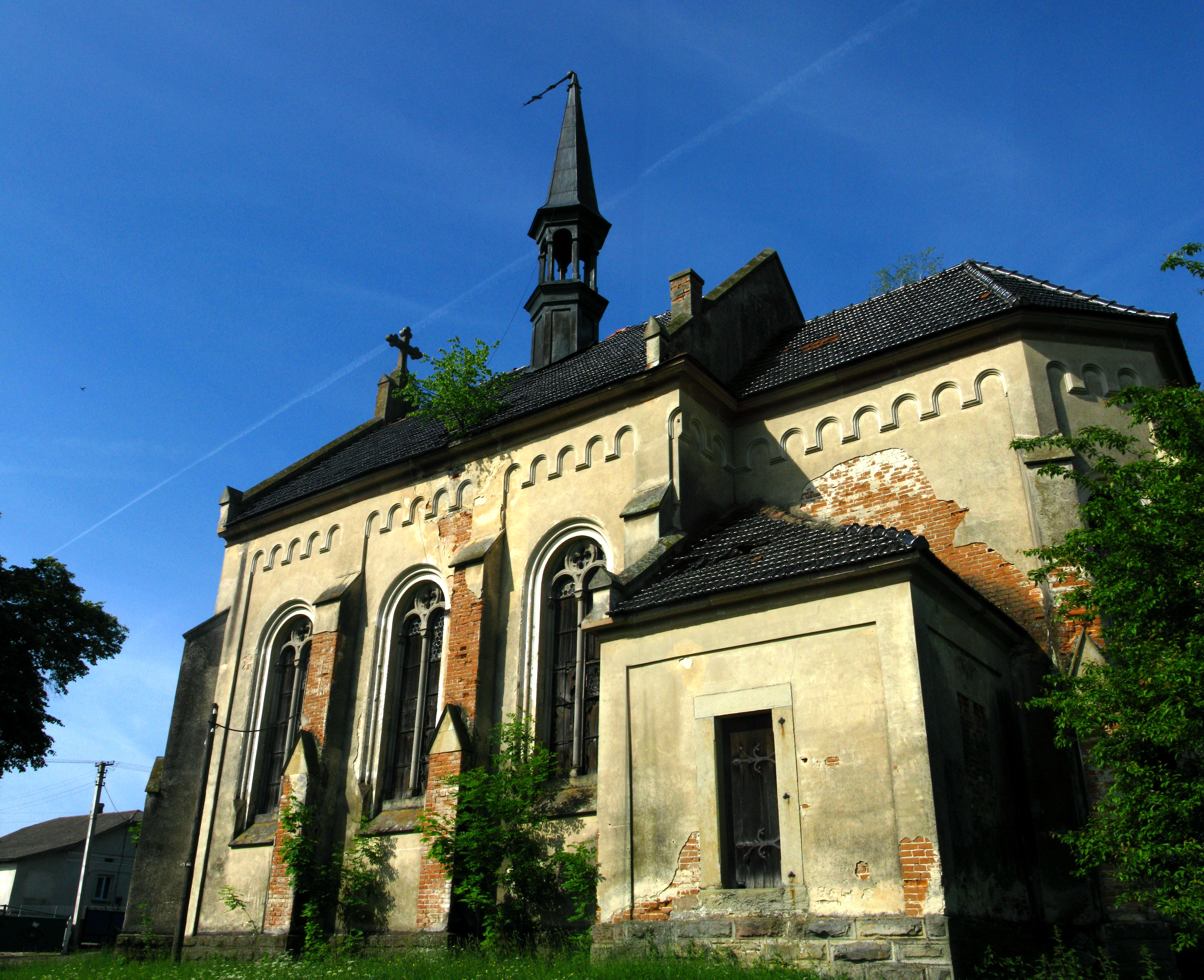

姆雷尼斯卡（羅馬化：Mlynyska）是烏克蘭的村落，位於該國西部捷爾諾波爾州，由捷尔诺波尔区捷列博夫利亞市鎮負責管轄，始建於1394年，面積0.47平方公里，海拔高度307米，2001年人口438，人口密度每平方公里935.9人。